# Aymer de Valence
Aymer de Valence (ca. 1275 - Picardië, 23 juni 1324) was een Frans-Engelse edelman en was de tweede graaf van Pembroke.

## Biografie
Aymer de Valence werd geboren als zoon van William de Valence die een zoon was van Hugo X van Lusignan en Isabella van Angoulême. Zijn vader was door zijn eerste huwelijk een halfbroer van koning Hendrik III van Engeland. Door de dood van zijn oudere broers werd Aymer de Valence de erfgenaam van zijn vader en diens titel als graaf van Pembroke. In 1296 overleed zijn vader, maar hij moest nog tien jaar wachten op de dood van zijn moeder voor hij pas daadwerkelijk de titel erfde.
In 1297 vergezelde hij Eduard I op diens militaire campagne in Vlaanderen en hij ontving ook tijdens die campagne zijn ridderslag. Vervolgens ging hij als militair commandant in Schotland dienen en Aymer de Valence behaalde in 1306 in de Slag bij Methven een belangrijke overwinning op Robert the Bruce. Na de troonsbestijging van Eduard II behoorde hij tot de tegenstanders van Piers Gaveston op het Engelse hof. In 1314 werd Aymer de Valence door de koning tot King's Lieutenant van Schotland benoemd en was in die positie aanwezig bij de voor Engeland verloren slag bij Bannockburn. Drie jaar later werd hij gevangengenomen door een Franse ridder nadat hij terugkeerde van een diplomatieke missie uit Avignon. Aymer de Valence werd vrijgekocht en keerde terug naar Engeland.
Toen de baronnen in 1321 tegen koning Eduard II in opstand kwamen probeerde Aymer de Valence nog te bemiddelen tussen de beide partijen, wat tevergeefs was. Drie jaar later was hij voor een diplomatieke missie onderweg naar een Frankrijk stortte hij plotseling in en overleed hij. Hij werd begraven in een graftombe in de Westminster Abbey.